# مات هيوم
مات هيوم (بالإنجليزية: Matt Hume)‏ هو فنان قتال مختلط أمريكي، ولد في 14 يوليو 1966.

## وصلات خارجية
- الموقع الرسمي
- مات هيوم على موقع شيردوغ (الإنجليزية)
- مات هيوم على موقع IMDb (الإنجليزية)